# Xavier García (calciatore)
Moisés Xavier García Orellana (San Salvador, 26 giugno 1990) è un calciatore salvadoregno, di ruolo difensore.